# Maculobates luteomarginatus
Maculobates luteomarginatus är en kvalsterart som beskrevs av Hammer 1967. Maculobates luteomarginatus ingår i släktet Maculobates och familjen Liebstadiidae. Inga underarter finns listade i Catalogue of Life.